# Auferstehungskirche (Tuttlingen)

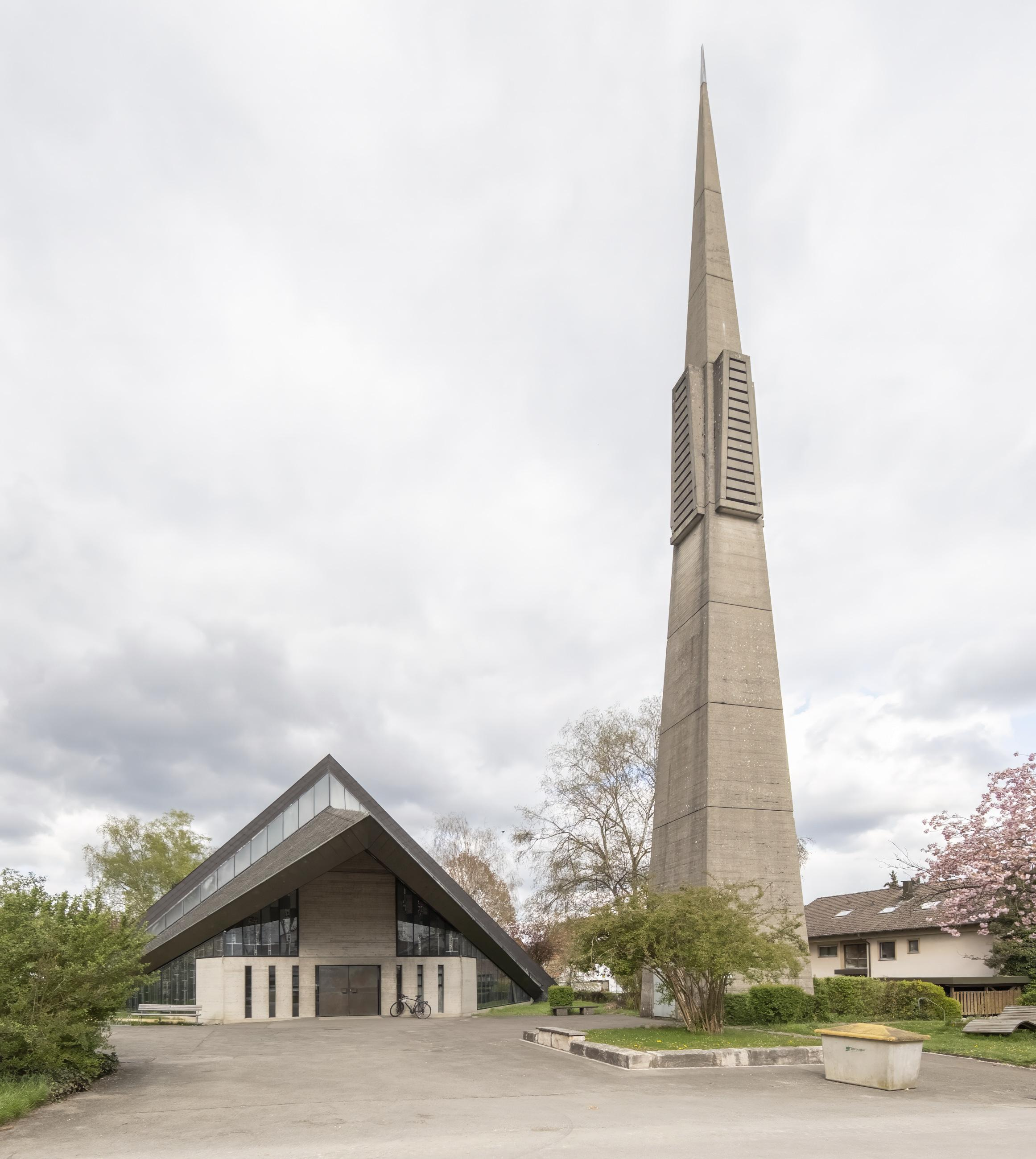
Auferstehungskirche in Tuttlingen

Die Auferstehungskirche ist eine denkmalgeschützte evangelische Kirche in der Nordstadt von Tuttlingen und Teil der Evangelischen Kirchengemeinde Tuttlingen im Kirchenbezirk Rottweil der Evangelischen Landeskirche in Württemberg. Das Kirchengebäude stammt aus dem Jahr 1966.

## Geschichte und Ausstattung
Bis ins 20. Jahrhundert war die Stadtkirche Tuttlingen die alleinige evangelische Kirche der Stadt. Als die Gemeinde durch Zuzug stark anwuchs, wurde zunächst 1958 die Martinskirche und 1966 die Auferstehungskirche errichtet.
Architekt war Heinz Rall, der bereits ähnliche Kirchen im Raum Stuttgart gebaut hatte. Rall konstruierte eine moderne, fünfeckige Saalkirche mit drachenförmigem Dach und einem 44 Meter hohen freistehenden Glockenturm (Campanile), in deren Architektur sich moderne theologische Konzepte verwirklichen und die funktional und ästhetisch zugleich ist. 
Der Eingangsbereich ist nieder und dunkel gehalten und erinnert an eine Grabhöhle. Nach diesem Gebäudeteil öffnet sich der Kirchenraum mit seiner hohen und hellen Raumschale. Von oben her strahlt die Sonne aus einem unsichtbaren Lichtband in die Kirche und wirft das Lichtspiel an die hohen Wände. So erlebt der Besucher ein Stück „Auferstehung“. Die Gemeinde versammelt sich im Kreis nahe um den Altar, der auf einem dem niedrigen, runden Podest ruht. Die Kanzel ist sehr niedrig ausgeführt. Im Gegensatz zum Rund des Altarpodestes ist der Baukörper in Form eines Dreiecks gehalten. Die Linien des zeltartigen Daches schneiden sich in der Mitte und werden durch die Vertikallinie des eleganten, schlanken Bronzekreuzes von Roland Martin weitergeführt. Die Wände sind mit Mineralputz verkleidet, die Decke ist mit Holz gestaltet. Als Kontrast zu der Pyramiden- und Zeltform der Kirche sind Betonsäulen am Eingang angebracht, die an einen Tempel erinnern.
Die Paramente aus Wildseide stammen von der Textilkünstlerin Lotte Hofmann, die seitlichen Fensterflächen in Spiegelrohglas und farbigem Antikglas von Emil Kiess. Die Auferstehungskirche wurde am 5. Juni 1966 eingeweiht und bietet Platz für etwa 350 Personen.
Die neue Kirche wurde zunächst als zu modern und zu ungewohnt empfunden und als „Raketenkirche“ (wegen des Kirchturms) und „Nordstadtpyramide“ bezeichnet.
Die Orgel wurde 1982 von Orgelbau Vier errichtet. Ihre Disposition stammt von Gerhard Rehm.
Seit 2005 steht die Auferstehungskirche unter Denkmalschutz.